# Riambau I de Corbera-Santcliment
Riambau de Santcliment (o de Corbera-Santcliment) (Catalunya, segle XVI - Catalunya, segle XVI) va ser un noble pertanyent a la branca Corbera-Santcliment del llinatge dels Santcliment. Fou baró de Llinars. Encarregà la construcció del Castellnou de Llinars en substitució de l'antic castell del Far, centre de la baronia de Llinars, que havia estat aterrat un segle abans pel terratrèmol de 1448. El Castellnou es construí entre 1548 i 1558, data que corona l'escut del portal d'entrada, i té una concepció netament renaixentista de palau residencial. L'1 de maig 1538 Riambau de Santcliment es va casar amb Violant de Castellet, ja vídua de Bernat Joan de Salbà (senyor del lloc de la Bisbal i l'Albà), filla dels difunts Pere de Castellet, baró d'Altafulla i Anna de Castellet.